# Zecharia Sitchin
Zecharia Sitchin (ur. 11 lipca 1920 w Baku, zm. 9 października 2010 w Nowym Jorku) – amerykański pisarz i dziennikarz, jeden z twórców paleoastronautyki.

## Życiorys
Urodził się w Baku, stolicy Azerbejdżańskiej SRR. W dzieciństwie wraz z rodzicami wyjechał na terytorium Mandatu Palestyny. Uczęszczał do London School of Economics, specjalizując się w historii ekonomii.
Jest autorem siedmiotomowego cyklu Kroniki Ziemi, przedstawiającego własną teorię dotyczącą historii i prehistorii naszego globu oraz powstania ludzkości.
Twierdził, że potrafi czytać i rozumieć język sumeryjski – oparł swoje Kroniki Ziemi na informacjach i tekstach rzekomo spisanych na glinianych tabliczkach pozostawionych przez starożytne cywilizacje Bliskiego Wschodu. Krytycy pokazują jednak, że Sitchin miał nikłą znajomość dawnych języków i wielu słowom sam nadawał nowe, wymyślone przez siebie znaczenia, tak by odpowiadały jego teoriom. Dowodzą również, iż w cytowanych źródłach Sitchin pomijał niektóre fragmenty lub zmieniał ich treść. Historycy wskazują, że Sitchin nie posiadał w rzeczywistości elementarnej wiedzy na temat Sumerów, pisał on bowiem, iż znali oni rzekomo 12 planet Układu Słonecznego, podczas gdy żaden sumeryjski tekst nie mówi o więcej niż 5 planetach.
Książki Sitchina przetłumaczono na wiele języków oraz wydano w alfabecie Braille’a.
Jego poglądy są zbliżone do poglądów Ericha von Dänikena i również uznawane za pseudonaukowe.

## Publikacje
Cykl Kroniki Ziemi
- Dwunasta Planeta
- Schody do nieba
- Wojny bogów i ludzi
- Zaginione królestwa
- Kiedy zaczął się czas
- Kosmiczny kod
- U kresu czasów

Inne
- Boskie spotkania
- Genesis jeszcze raz
- Zaginiona księga Enki
- Wyprawy śladami Kronik Ziemi
- Podróże w mityczną przeszłość. Księga druga Wypraw śladami Kronik Ziemi
- Vademecum Kronik Ziemi. Wszechstronny słownik terminów używanych w siedmiu księgach Kronik Ziemi
- Byli na ziemi olbrzymi